# Mammillaria zeilmanniana
Mammillaria zeilmanniana är en kaktusväxtart som beskrevs av Boed. Mammillaria zeilmanniana ingår i släktet Mammillaria och familjen kaktusväxter. Inga underarter finns listade i Catalogue of Life.

## Bildgalleri

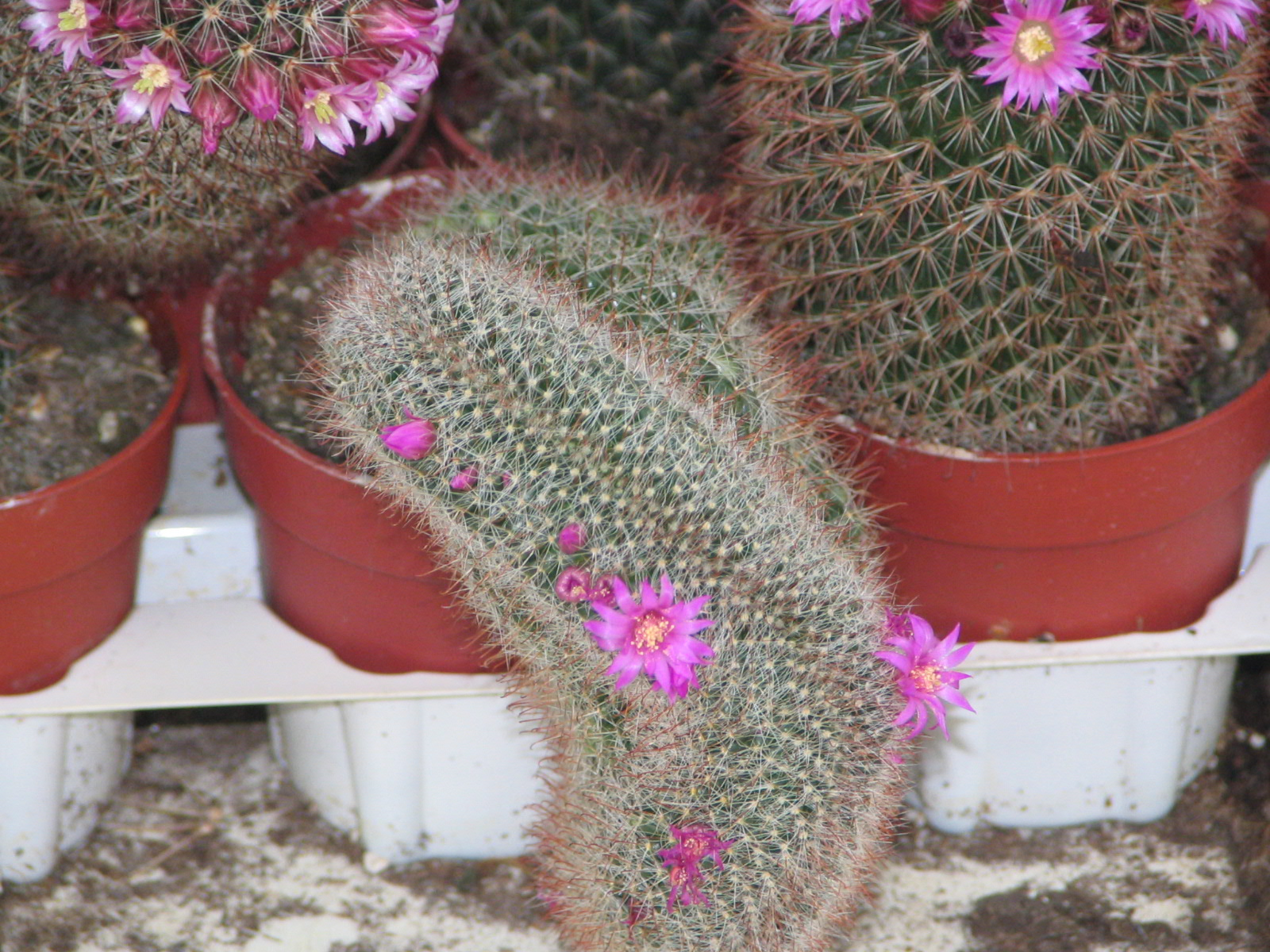
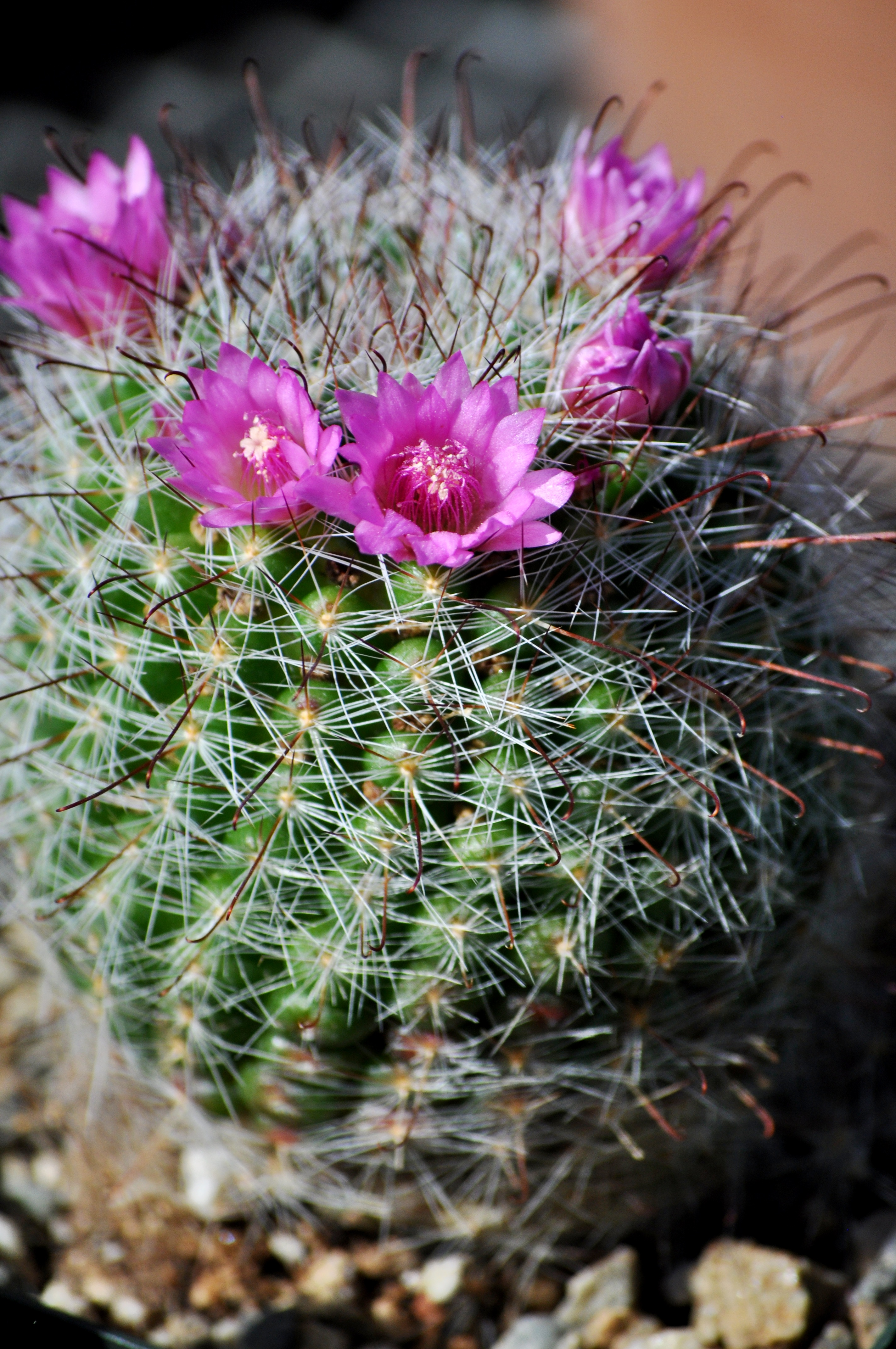
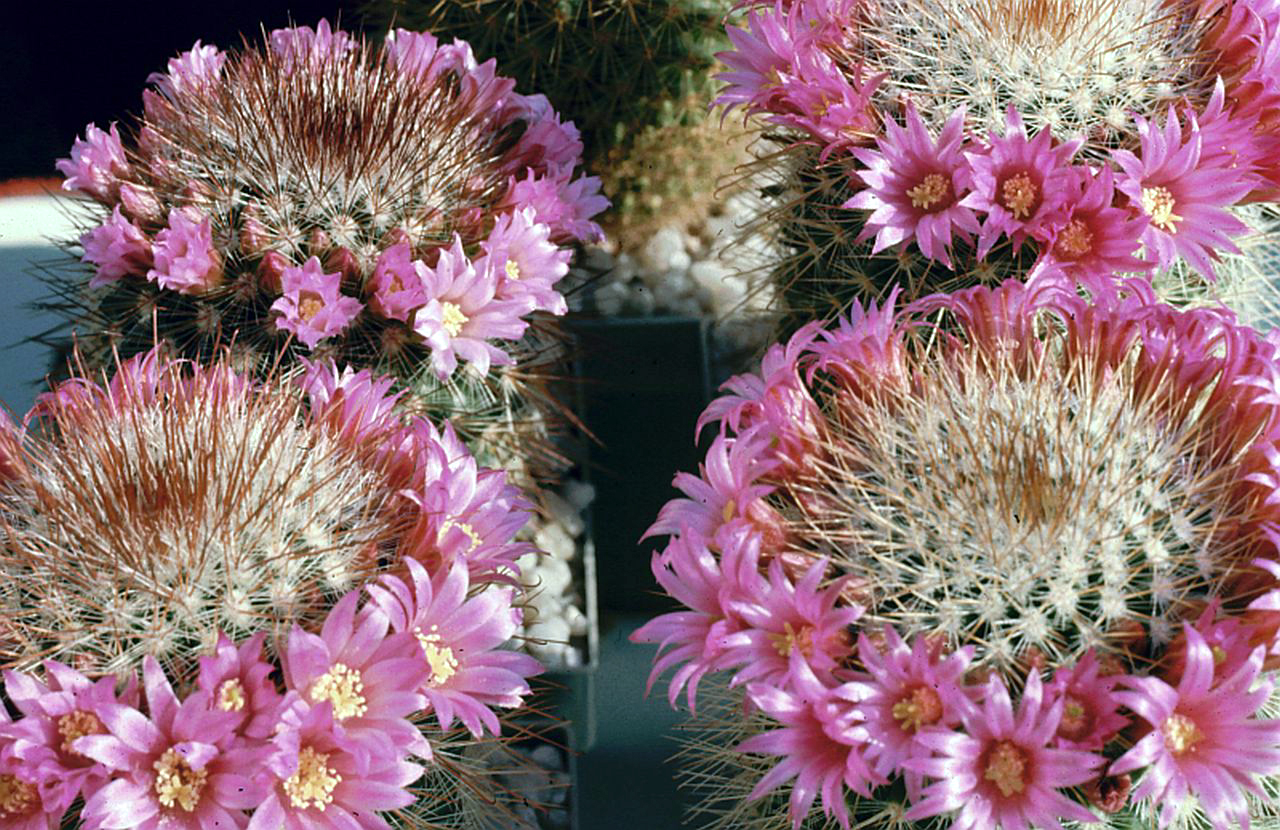
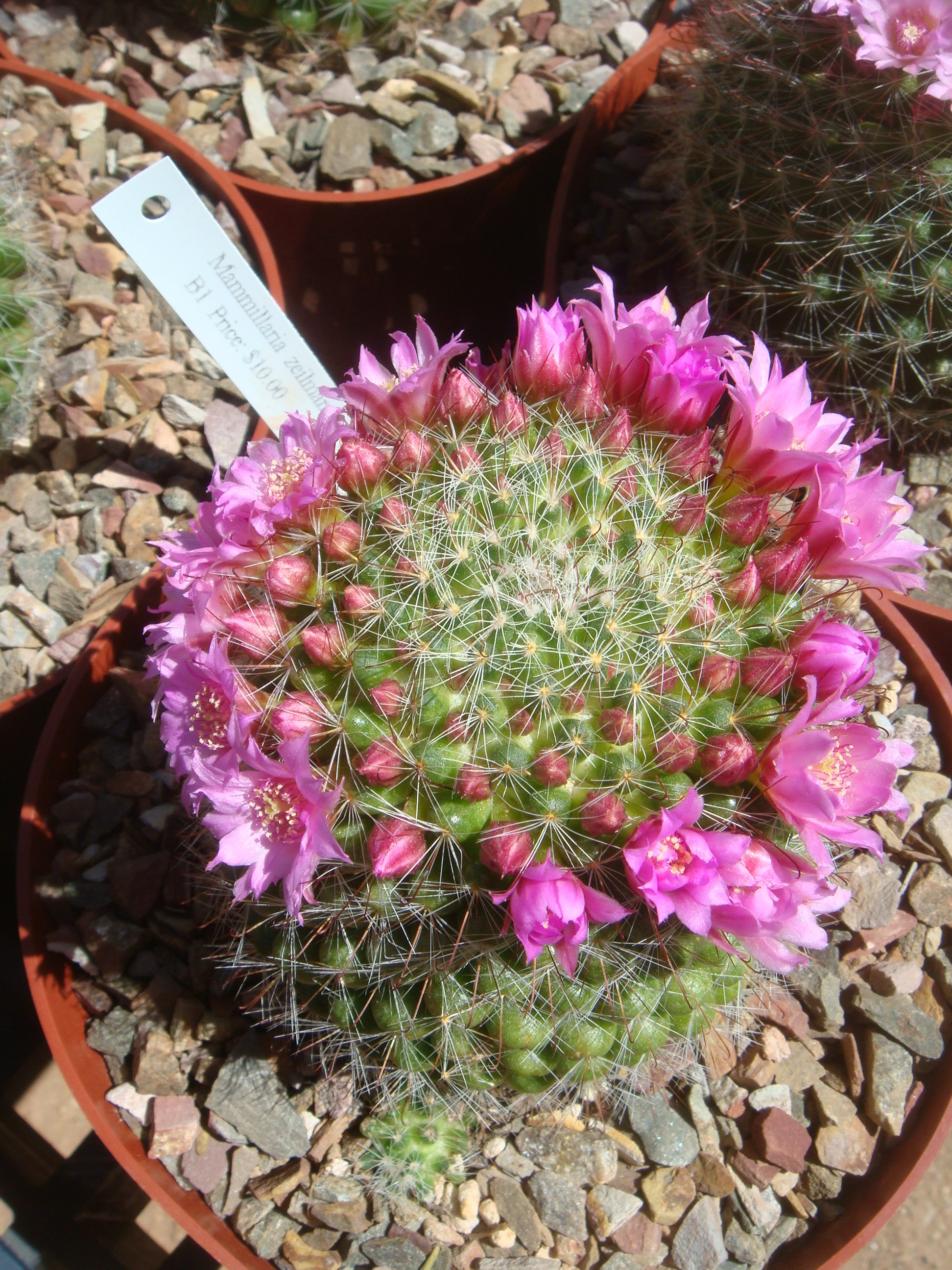
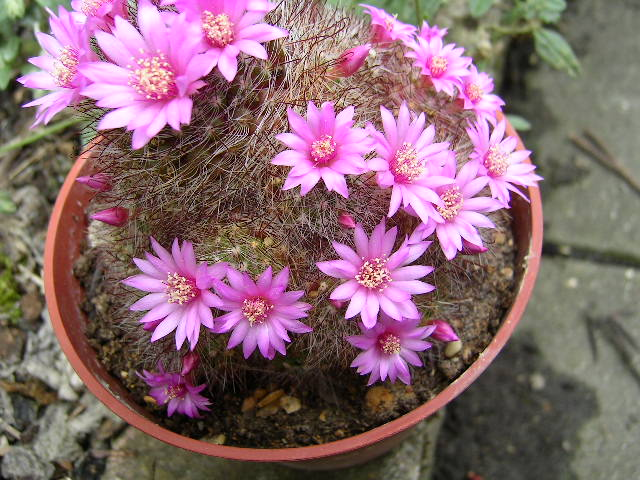
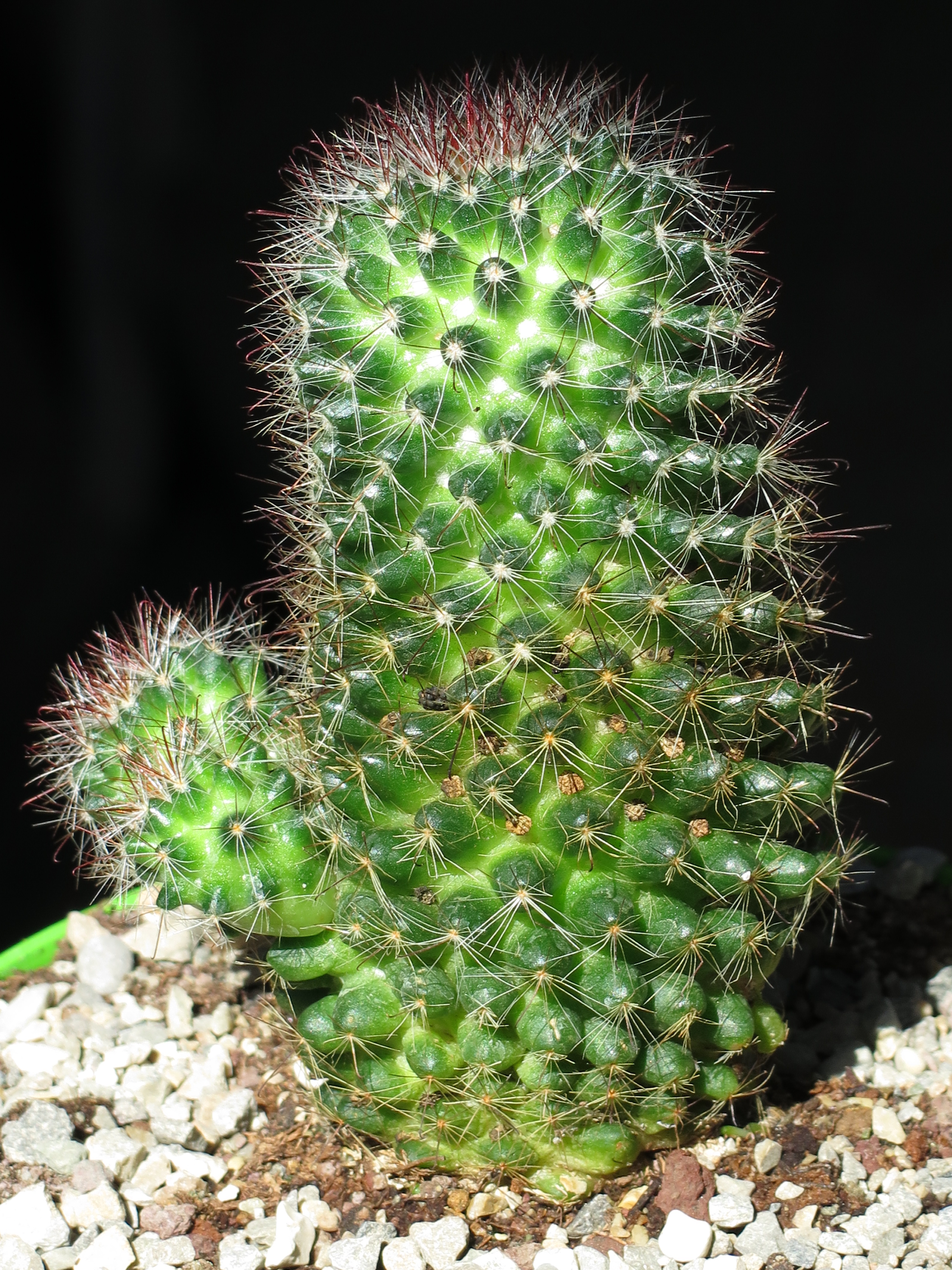